# Iglesia de San Carlo (Ferrara)
La Iglesia de San Carlos Borromeo (en italiano: Chiesa di San Carlo), o santuario de San Carlos Borromeo, es una iglesia italiana del siglo XVII que se encuentra en Ferrara, concretamente en el corso della Giovecca, número 19. La iglesia, propiedad de la Compañía USL de Ferrara, fue dañada por el terremoto de 2012 y no está abierta al público. Por razones de seguridad,  las estatuas de la fachada.han sido retiradas

## Historia
Se trata de la única iglesia completamente barroca de la ciudad. Edificada entre 1612 y 1623, la iglesia fue proyectada por Giovan Battista Aleotti con la ayuda del cardenal Carlos Enmanuel Pío de Savoya, para sustituir un oratorio dedicado a los santos Filippo y Giacomo.  El 4 de agosto de 1808, durante la invasión napoleónica, la iglesia se adscribió a la Compañía de Santa Anna, que es todavía la poseedora.

## Descripción

### Exterior
La fachada presenta dos columnas compuestas de color rojo, sobre las cuales descansa el arquitrabe y un tímpano en el que destaca en su centro el escudo del cardenal Carlos Pío de Savoya entre dos ángeles. En cuatro nichos situados en dos niveles a ambos lados del portal de entrada están dispuestas las estatuas en mármol de san Carlos Borromeo, san Antonio de Padua, san Ambrosio y san Agustín, atribuidas al escultor veneciano Angelo De Putti (1725 ca.).

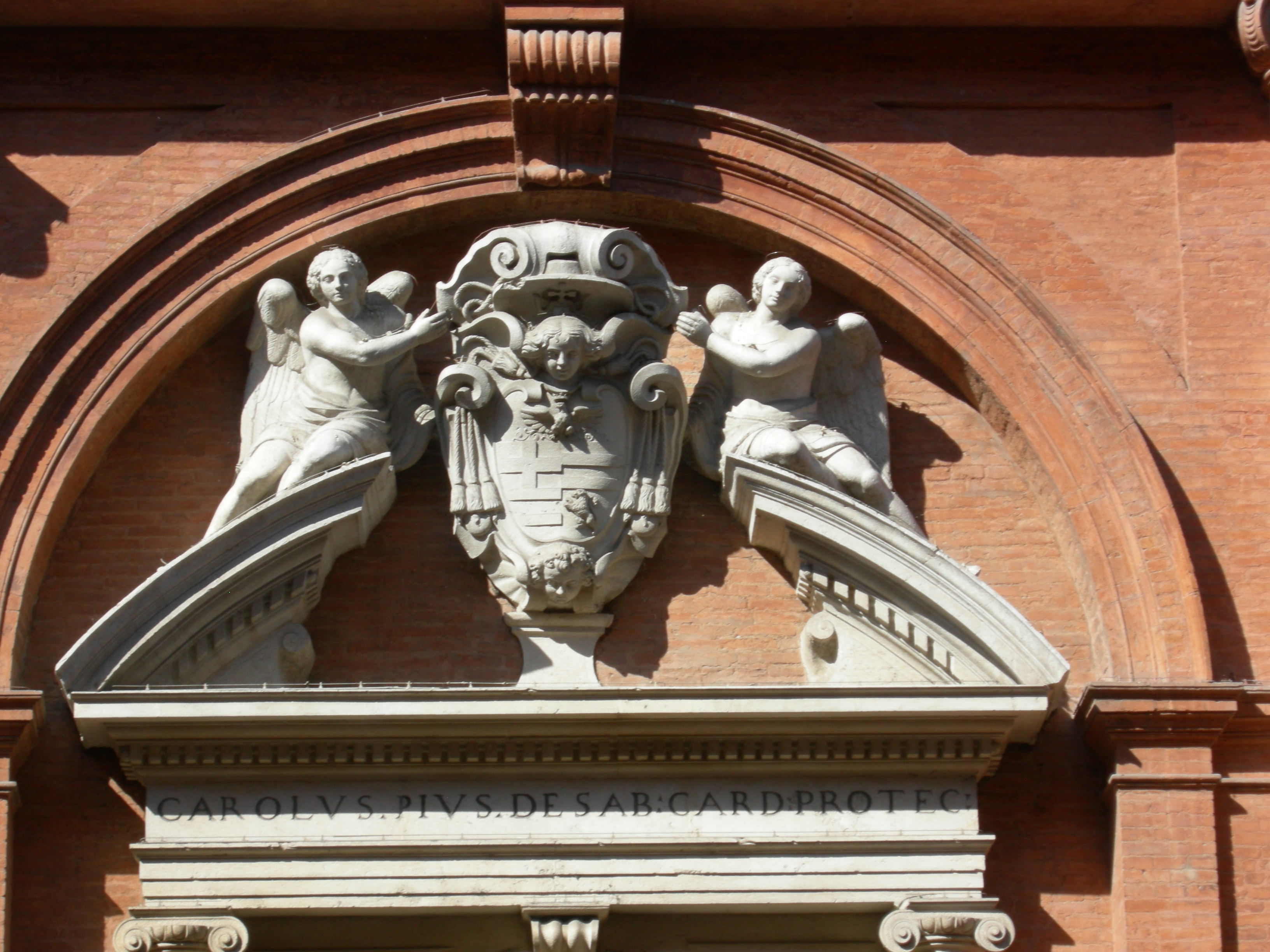
Escudo de cardenal Carlos Pío de Savoya
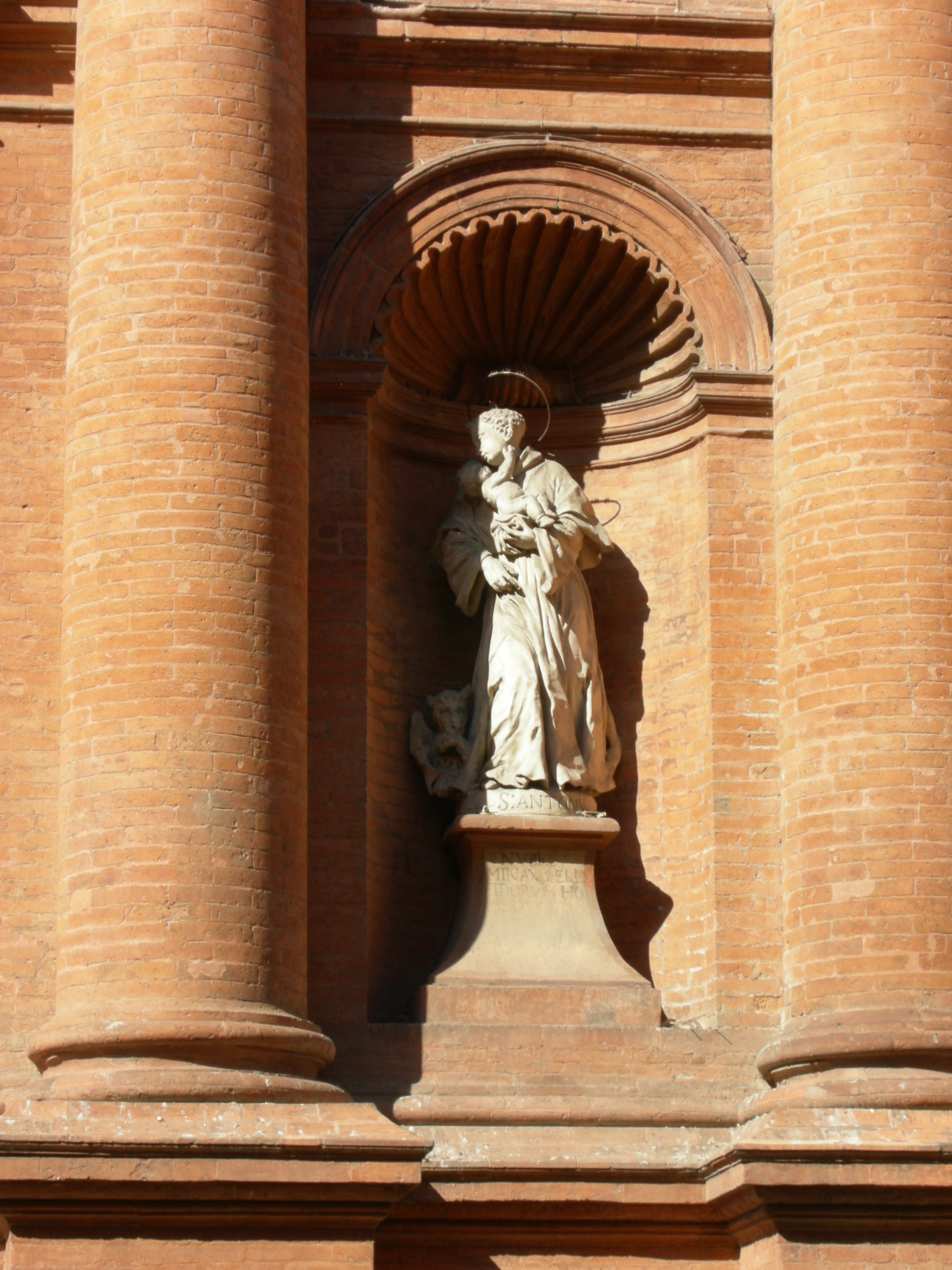
Estatua de san Antonio de Padua
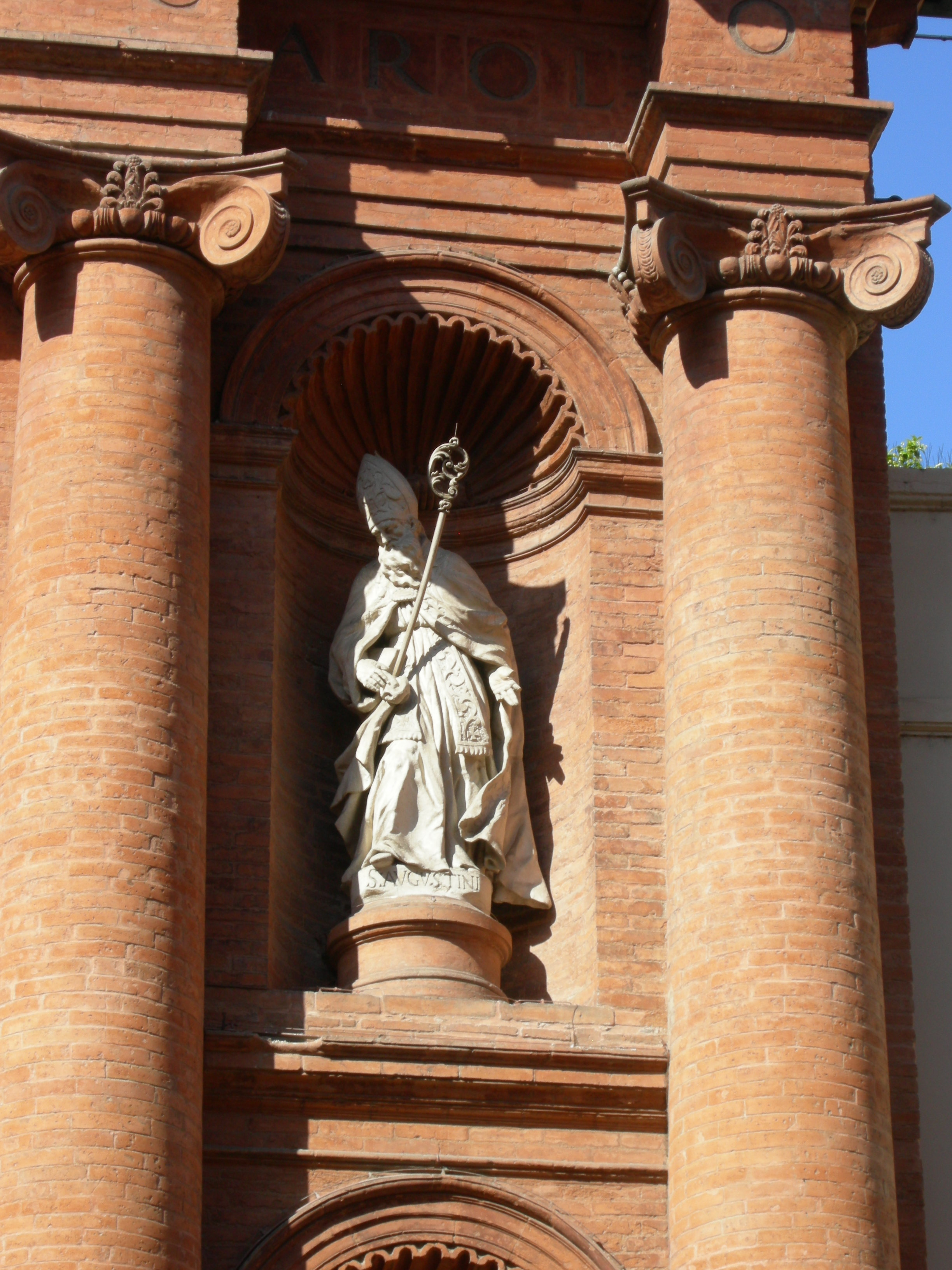
Estatua de san Agustín

### Interior

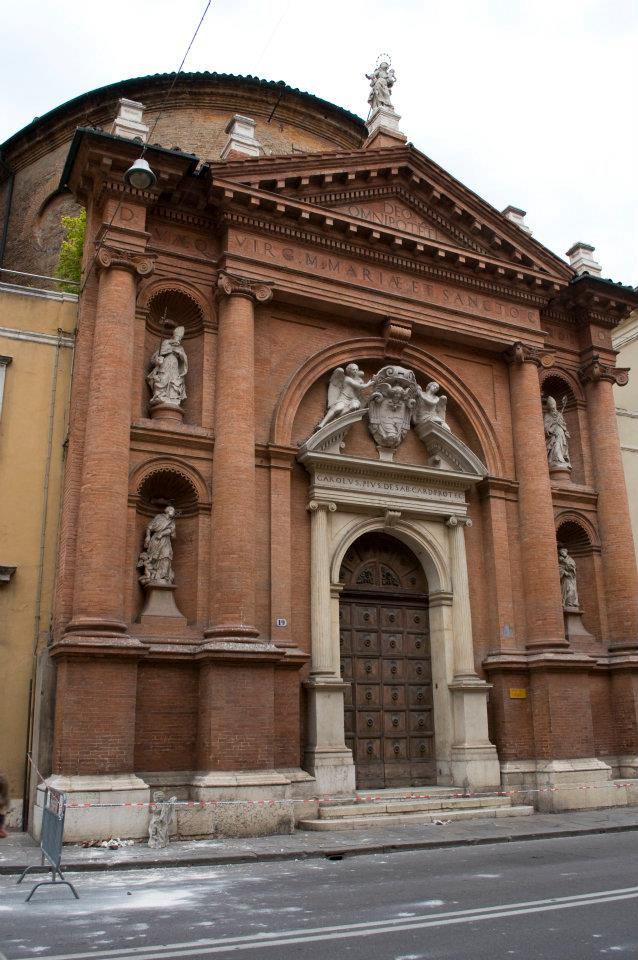
Escorzo de la fachada

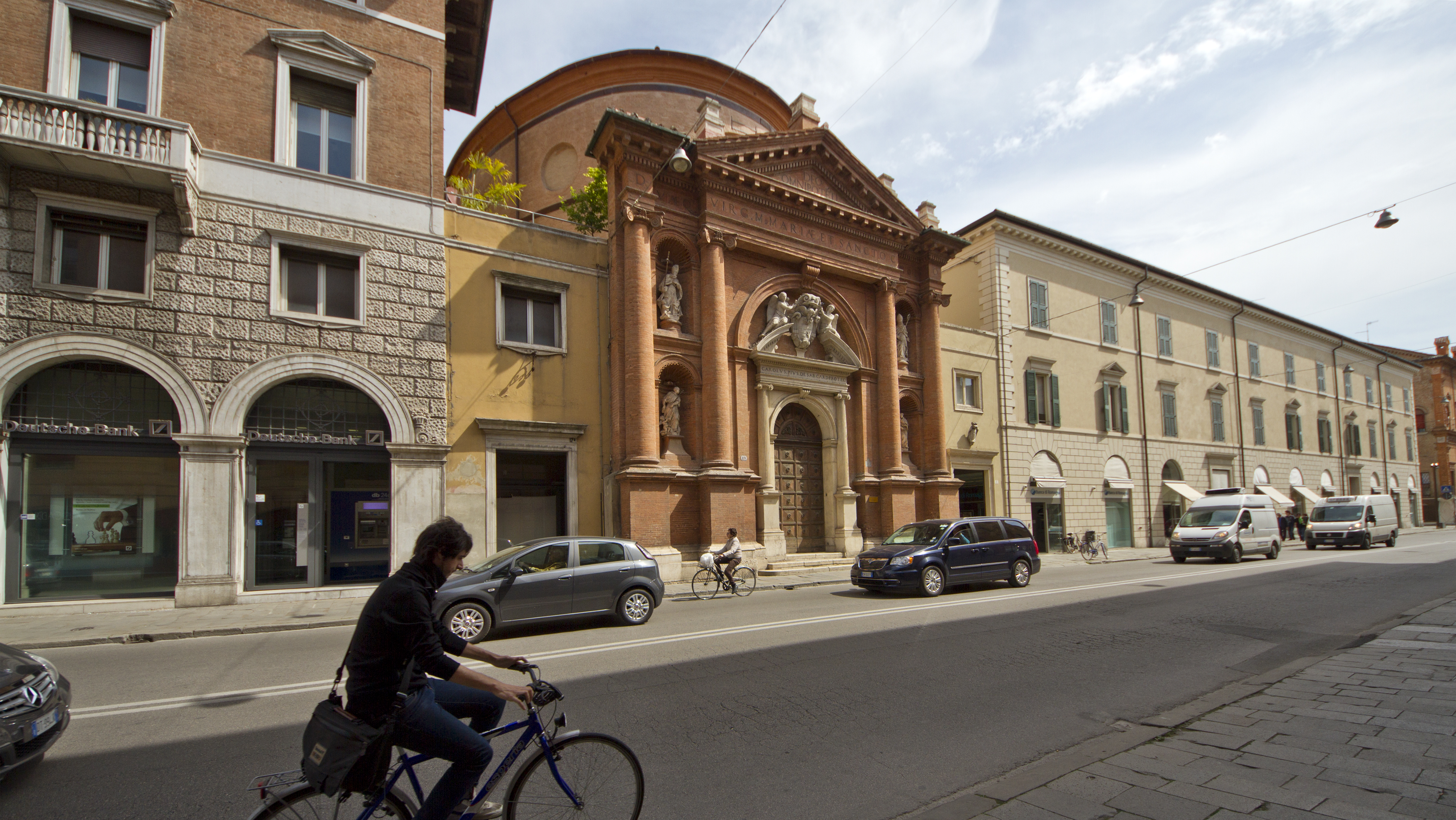
Vista de la fachada

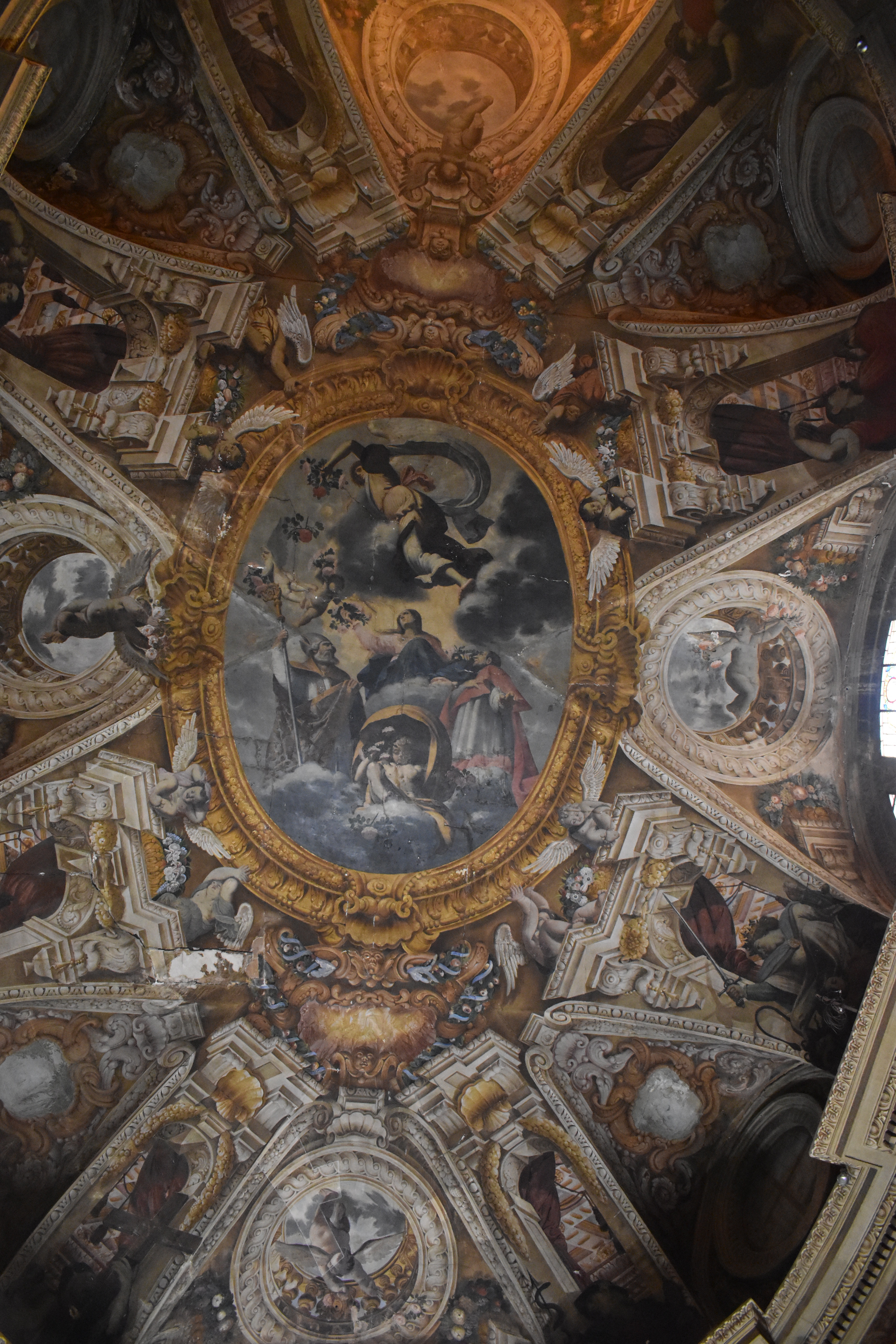
Giuseppe Avanzi, La Virgen en la Gloria con los santos Maurelio y Carlos Borromeo

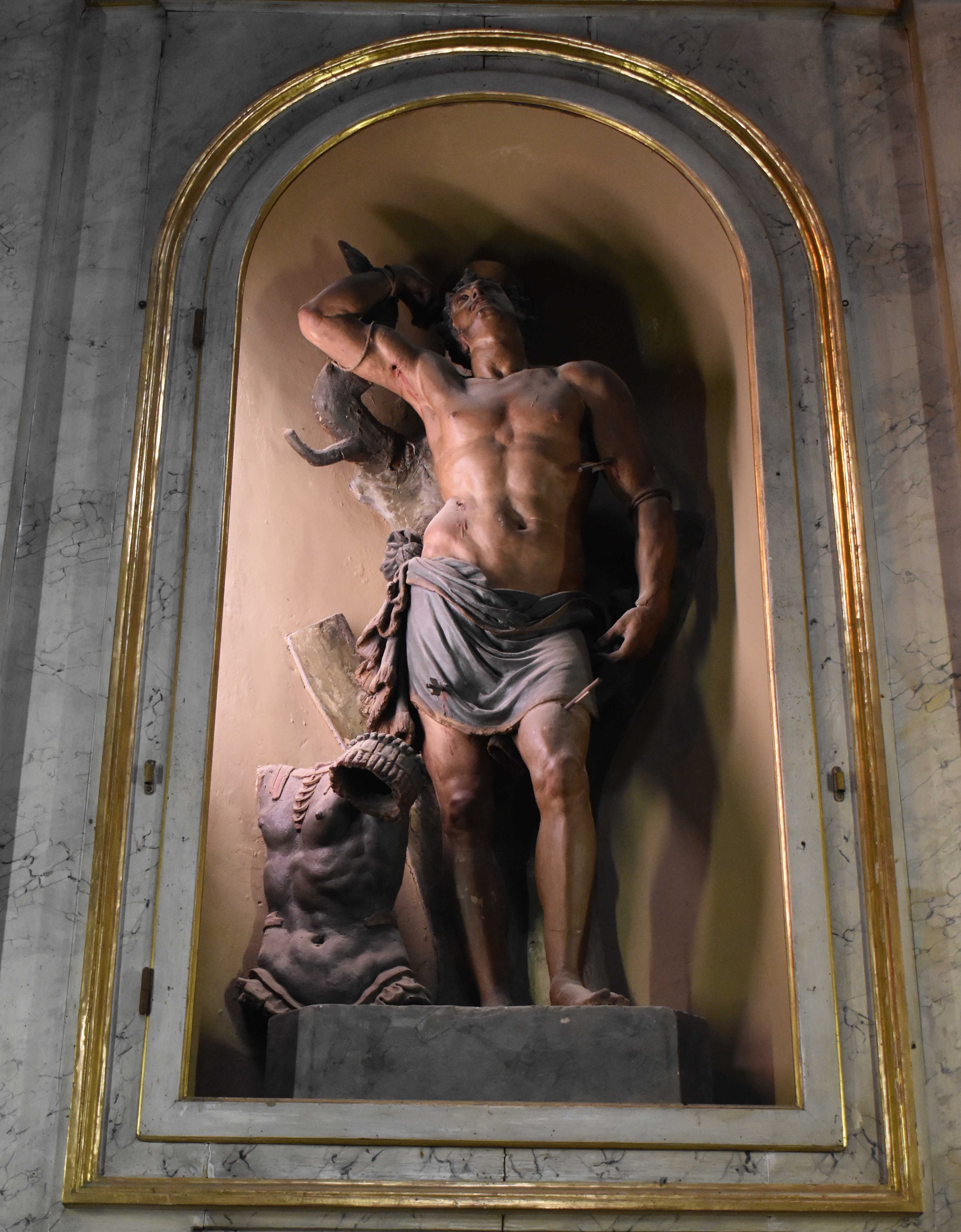
Orazio Grillenzoni, San Sebastiano

El interior tiene una singular forma ovalada, con una decoración escenográfica. Las paredes están decoradas con frescos de Giuseppe Menegatti. En el centro destaca La Virgen en la Gloria con los santos Maurelio y Carlos Borromeo, de  Giuseppe Avanzi (1674).
Sobre la puerta de entrada en el interior de una urna se encuentra la pintura de Antonio Bonfanti (hacia 1661), dedicada al Atentado a San Carlos Borromeo. Datada en torno a 1630 sobre la base de dos dibujos de análogo sujeto realizados por el Guercino, ahora conservados en la Royal Collection del Castillo de Windsor, con el cual que está documentada la colaboración del Torricella.
En el nicho del altar de izquierda de la iglesia se conserva una estatua en terracota policromada de san Sebastián realizada en la segunda mitad del siglo XVI por el pintor y escultor Orazio Grillenzoni. La estatua proviene de un altar de la antigua iglesia de Sant'Anna dell'Ospedale.

### Claustro
Del complejo forma parte también un claustro, del Quattrocento, procedente del convento de fray Armeni de San Basilio e insertado en el primer complejo en época del obispo Giovanni Tavelli.